# Тероризам у Грчкој
У Грчкој су се догодили вишеструки терористички напади.

## Забрањене терористичке организације

### Нихилистичка фракција
Нихилистичка фракција (грч. Φράξια Μηδενιστών) је била нихилистичка анархистичка организација у Грчкој, која је преузела одговорност за бомбашки напад на канцеларије ИБМ- а у Атини 28. маја 1996. године. Напад је проузроковао велику структурну штету, али није било повређених.  Група је била одговорна за друге нападе, првенствено за паљевине и бомбашке нападе. Група је основана в. 1996. 

### Револуционарна народна борба
Револуционарна народна борба (грч. Επαναστατικός Λαϊκός Αγώνας (ΕΛΑ)) је била крајње левичарска урбана герилска организација која је деловала између 1975. и 1995. пре него што су њени чланови објавили њено распуштање. Била је то највећа терористичка организација по броју чланова групе у Грчкој. 

### Револуционарна организација 17. новембар
Н17 је била грчка крајње левичарска марксистичко-лењинистичка урбана герилска организација основана 1975. Грчка влада је у лето 2002. ухапсила многе чланове организације 17. новембар. У 2003. години 15 чланова је проглашено кривим за више убистава и осуђено за више од 2.500 кривичних дела. 

### Револуционарна борба
Револуционарна борба је крајње левичарска грчка паравојна група позната по својим нападима на зграде грчке владе. И грчка влада и медији нашироко га описују као терористичку организацију .   

### Револуционарна језгра
Револуционарна језгра (РН) је била анти-САД, анти-НАТО и антиевропска урбана герилска организација која је извела 13 бомбашких напада у Атини између 1996. и 2000. Први напад за који је РН преузео заслуге био је бомбашки напад на објекте грчке обалске страже у Пиреју 11. маја 1997. године, али је касније признао да су два ранија напада извели припадници РН. Према четири прокламације, РН се борио против „империјалистичке доминације, експлоатације и угњетавања“ Грчке. 
Дана 27. априла 1999. бомба РН која је гађала конференцију у хотелу ИнтерЦонтинентал у Атини убила је једну особу (упркос телефонским упозорењима, зграда није евакуисана). У децембру 1999. РН је подметнуо експлозив у близини Текацо -ове канцеларије у Атини. 

### Револуционарна самоодбрана
Група Револуционарна самоодбрана тврди да се бори за „конструисање масовног интернационалистичког револуционарног покрета, јачањем милитантног отпора на читав спектар класног антагонизма“.  Полицајац, који је чувао стражу испред амбасаде, рањен је 10. новембра 2016. године када су непознати нападачи бацили ручну бомбу на зграду француске амбасаде, неколико дана касније група је преузела одговорност за напад.  Милитанти су пуцали на припаднике интервентне полиције када су били паркирани у центру Атине у Грчкој. У инцидентима нико није повређен.  Група је осумњичена за напад гранатом на руску амбасаду у Атини 2016. 

### Црна звезда
Црна звезда (позната и као Мавро Астери) је грчка анархистичка урбана герилска група укључена у насилну директну акцију .
У периоду од маја 1999. до октобра 2002. Црна звезда је била једна од најактивнијих анархистичких група у Грчкој .   Они себе описују као антиимперијалистичке, антиестаблишментске и антикапиталистичке . Група се изјаснила да је посвећена „отпору масовним организацијама америчког империјализма и њиховим локалним сарадницима“.  Они верују да су „једини терористи америчке империјалистичке снаге, њихови европски савезници и њихови локални капиталистички сарадници“. 

## Временска линија
| Грчка               | Грчка        | Грчка         | Грчка           | Грчка |
| Датум               | Локација     | број убијених | број повређених |       |
| ------------------- | ------------ | ------------- | --------------- | ----- |
| 2. септембар 1970.  | Атина        | 2             | -               |       |
| 5. август 1973.     | Атина        | 5             | 55              |       |
| 24. фебруар 1974.   | Лавиро       | 2             | -               |       |
| 23. децембар 1975.  | Атина        | 1             | -               |       |
| 17. јануар 1980.    | Атина        | 2             | -               |       |
| 31. јул 1980.       | Атина        | 2             | 2               |       |
| 21. јул 1981.       | Атина        | 2             | -               |       |
| 7. новембар 1983.   | Атина        | 1             | 1               |       |
| 15. новембар 1983.  | Атина        | 2             | -               |       |
| 28. март 1984.      | Атина        | 2             | -               |       |
| 2. фебруар 1985.    | Атина        | 0             | 78              |       |
| 21. фебруар 1985.   | Атина        | 2             | -               |       |
| 15. мај 1985.       | Атина        | 3 +1          | 0               |       |
| 1987.               | Атина        | 0             | 30              |       |
| 26. новембар 1985.  | Атина        | 1             | 14              |       |
| 28. јун 1988.       | Атина        | 1             | -               |       |
| 11. јул 1988.       | Атина        | 11            | 98              |       |
| 27. септембар 1989. | Атина        | 1             | -               |       |
| 12. март 1991.      | Атина        | 1             | -               |       |
| 19. април 1991.     | Патра        | 7             | 7               |       |
| 14. јул 1992.       | Атина        | 1             | 5               |       |
| 24. јануар 1994.    | Атина        | 1             | -               |       |
| 4 .јул 1994.        | Атина        | 1             | -               |       |
| 28. мај 1997.       | Атина        | 1             | -               |       |
| 17. новембар 1999.  | Атина        | 1             | -               |       |
| 8. јун 2000.        | Атина        | 1             | -               |       |
| 17. јун 2009.       | Атина        | 1             | -               |       |
| 28. март 2010.      | Атина        | 1             | 2               |       |
| 24 .јун 2010.       | Атина        | 1             | -               |       |
| 19. јул 2010.       | Атина        | 1             | -               |       |
| 26. јун 2012.       | Маруси,Атина | 0             | 0               |       |
| 01. новембар 2013.  | Атина        | 2             | 1               |       |
| 17. децембар 2018.  | Атина        | 0             | 0               |       |